# Феміністична історія

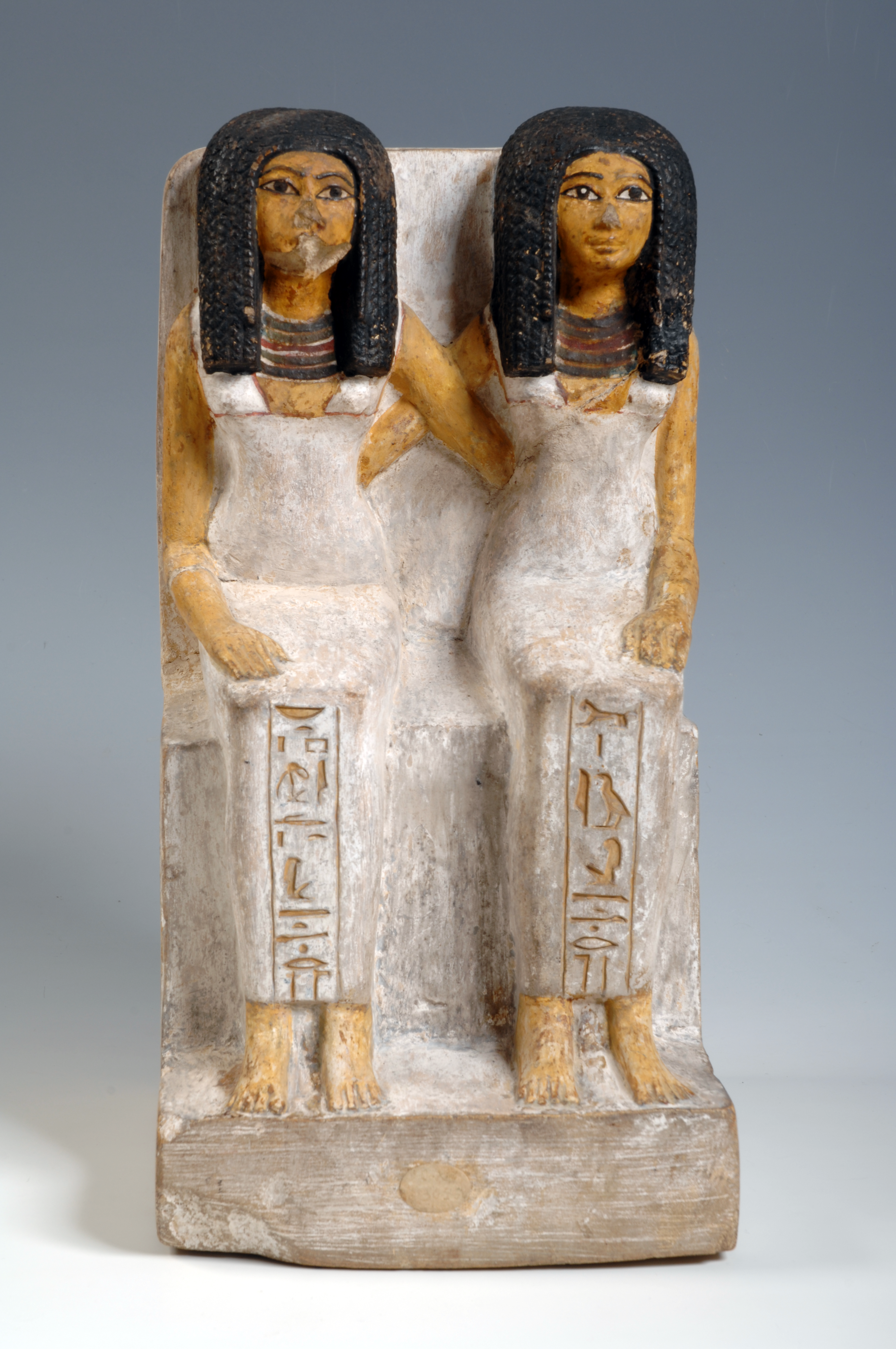
Єгипетська статуя Ідет та Рую, можливо мати та донька, сестри чи лесбійська пара. Ідет розміщена з пріоритетом справа з підписом "Господиня будинку". Нове царство, 18-та династія, 1480-1390 до н. е.

Феміністична історія перечитує історію з точки зору досвіду та перспективи жінок. На відміну від історії фемінізму, що окреслює еволюцію феміністичного руху, та жіночої історії, зосередженої на ролі жінки в історичних подіях. Мета феміністичної історії ― дослідити та висвітлити жіночу точку зору на історію шляхом перевідкриття письменниць, художниць, філософинь тощо, щоб відновити та продемонструвати значення жіночих голосів в минулому.   
Феміністична історія ревізує природу історії, включаючи гендер у всі аспекти історичного аналізу та застосовуючи критичну феміністичну призму. Джилл Меттьюз заявляє, що «мета цієї зміни політична: кинути виклик практикам історичної дисципліни, що принижували та пригноблювали жінок, і створити практики, що дозволяють жінкам автономію та простір для самовизначення». 
Дві конкретні проблеми, які намагається вирішити феміністична історія ― це виключення жінок з історико-філософської традиції та негативна характеристика жінки та жіночності в ній; однак феміністична історія стосується не лише гендерних питань як таких, а скоріше переосмислення історії в більш цілісній та збалансованій формі.
«Зникла жінка» в центрі уваги академічної феміністичної науки. Дослідження жіночої історії та літератури виявляють багату спадщину занедбаної культури. 

## Розуміння феміністичної історії
Феміністичні історикині та історики включають в опис роботи «культурні та соціальні розслідування». Феміністична історія з’явилася, коли жінки почали писати розповіді про своє життя та життя інших жінок. Деякі з них, такі як Сьюзен Б. Ентоні та Одрі Лорд, задокументували історію своїх феміністичних рухів.
Замість того, щоб просто записувати історію жінок, вони встановлюють зв'язок із «публічною історією». Однак залишаються проблеми з інтеграцією цієї вдосконаленої історії в навчальну програму. Феміністичні історикині тепер мають змогу долучитись до цифрових гуманітарних наук та до створення Інтернет-бази даних своїх першоджерел, а також опублікованих робіт відомих феміністичних історикинь. Феміністичні цифрові гуманісти співпрацюють з феміністичними істориками, щоб розкрити мережеву інтеграцію двох історій. База даних жіночих досліджень Гарварду містить такі джерела, як колекція Герріцен, які дозволяють писати наукові праці феміністок.

## Стосунки з жіночою історією
Феміністичні історики використовують історію жінок, щоб дослідити різні голоси жінок минулого. Цей збір інформації вимагає допомоги експертів та експерток, які присвятили своє життя цій справі. Він надає першоджерела, які є життєво важливими для інтеграції історій. Облікові записи з перших рук, такі як «Фідлер: І стіни падають?» (феміністичний погляд зі Східного Берліна) розповідає як на життя жінок вплинули закони їх уряду. Жіночі історикині продовжують тлумачити, як закони змінили життя цих жінок, але феміністичні історикині покладаються на цю інформацію, щоб спостерігати за «жінкою, яка зникає». Філдлер навіть згадує, що «ці феміністи були розчаровані, маючи на увазі звичайних східних жінок, які теж були хорошими домогосподарками та насолоджувались роботою поза роботою».  Оскільки ці феміністки знали лише публічну історію Німецької Демократичної Республіки, вони спроектували себе в уявне.
Розслідуючи життя східних німкень, вони виявили, що хоча соціалістична політика НДР заохочувала жінок до роботи, жінок, які створювали цю політику, не було. Патріархат створив публічну історію, в якій жінок вирізали. Відкриття занедбаних культурних історій, подібних до даних Фідлер, дозволило жіночим історикиням створювати з них великі бази даних, доступні для феміністичних істориків. Ці джерела аналізуються, щоб порівняти їх із науковими працями, опублікованими за той самий період часу. Знайти твори за один і той же період часу, не надто складно, але завдання полягає в тому, щоб знати, як поєднати те, що вони дізналися з джерела, і те, що вони знають із творів.

## Інтеграція історій
Феміністичні історики бачать переважно дві конкретні історії. Перша ― це публічна історія. Вона складається з політичних подій. Друга ― це історія жінок та проаналізовані першоджерела. Інтеграція цих двох історій допомагає історикам поглянути на минуле з більш феміністичною лінзою, саме це роблять феміністичні історики. Професор Пітер Г. Філен з Університету Північної Кароліни у своїй роботі «Інтеграція жіночої історії та регулярної історії» розповів, що «[його] мета ― допомогти студентам зрозуміти цінності та поведінку людей, які не схожі на них самих. Через історію ми входимо в інші життя, аналізуємо сили, що формували ці життя, і врешті-решт розуміємо моделі культури».  Насправді, коли Філена попросили викладати курс історії американських жінок, одкровення минулих жінок допомогли йому визначити, що він не вивчає історію героїні чи історію, а компенсаційну історію. Однак ця думка обмежувала його навчання. Він задумався про внесок жінок у те, що чоловіки вже записали. Замість того, щоб мати історію «публічної» та «побутової» сфери, слід знати, що ця межа між ними є уявною.
Хоча не всі жінки є політиками чи військовими генералами, хлопчики виховуються в побутовій сфері. Мало того, чоловіки повертаються до цього щодня у своїх приватних будинках. Президент Теодор Рузвельт сказав, що «[ніхто] не може бути добрим громадянином, який не є добрим чоловіком і хорошим батьком».  Подібно до того, як історія потребує включеної в неї побутової історії, історію чоловіків неможливо зрозуміти без дослідження їх приватного досвіду. Таким чином, історія жінок потребує поєднання їхнього приватного досвіду з їхнім публічним. Для успішної інтеграції цих історій у світі не повинно бути жіночої та чоловічої сфер, які є синонімами приватної та державної. Для успішної їх інтеграції необхідно систематично синтезувати зв’язки, знайдені в державній та приватній історії чоловіків та жінок. 

## Феміністична історіографія
Феміністична історіографія ― ще одна помітна грань феміністичної історії. Однією з важливих феміністичних письменниць історіографок є Джудіт М. Беннетт. У своїй книзі «Історія має значення: патріархат і виклик фемінізму» Беннет пише про важливість вивчення «патріархальної рівноваги».  Шеріл Гленн пише про важливість феміністичної історіографії. «Вписання жінок (або будь-якої іншої традиційно безправної групи) в історію риторики може бути етично та інтелектуально відповідальним жестом».  Ця грань феміністичної історії перевіряє історичні праці, які, як правило, вважаються канонічними, та заново винаходить їх під феміністичною лінзою.

## Зовнішні посилання
- Click! The Ongoing Feminist Revolution
- Independent Voices: an open access collection of alternative press newspapers
- Women's History & Feminist Theory Links
- home page for Lilith, a feminist history journal
- feminist history bibliography
- The Women’s History Project [Архівовано 2020-06-18 у Wayback Machine.] and The Women’s History Project Page increasing public awareness to significant female figures from various countries and cultures, their actions and contributions to humanity.